# Kościół Świętych Apostołów Piotra i Pawła w Ciarce
Kościół Świętych Apostołów Piotra i Pawła – rzymskokatolicki kościół filialny w Ciarce, należący do parafii Świętych Piotra i Pawła w Starym Oleśnie w dekanacie Olesno w diecezji opolskiej.

## Historia kościoła
Kościół katolicki w Ciarce został wybudowany w 1986 roku i jest najmniejszą świątynią w parafii św. Marii Magdaleny w Starym Oleśnie.